# Trirachys sphaericothorax
Trirachys sphaericothorax är en skalbaggsart som beskrevs av J. Linsley Gressitt och Yves Rondon 1970. Trirachys sphaericothorax ingår i släktet Trirachys och familjen långhorningar.
Artens utbredningsområde är Laos. Inga underarter finns listade i Catalogue of Life.